# Shifford
Shifford – osada w Anglii, w hrabstwie Oxfordshire, w dystrykcie West Oxfordshire. Leży 15 km na zachód od Oksfordu i 95 km na zachód od Londynu.